# レフ・ユーリエヴィチ
レフ・ユーリエヴィチ（ロシア語: Лев Юрьевич、? - 1323年頃）は、ガーリチ・ヴォルィーニ公国の統治者ユーリーの子である。母はクヤヴィ公カジミェシュ1世の娘エウフェミア(ru)。1308年より実質的にはガーリチ公、ルーツク公であり、勅令においては、ガーリチ、ヴォルィーニ、全ルーシの地（の統治者）という署名を残している。

## 生涯
父ユーリーが死亡した後、兄弟のアンドレイとその所領を共同統治した。また、レフはガーリチをその本拠とし、アンドレイはヴォルィーニを本拠地とした。レフとアンドレイの外交政策に関する史料上の初出は1316年のものであり、彼らはこの年にジョチ・ウルスやその他の敵に対抗すべく、ドイツ騎士団との間に同盟を結んでいる。この年の後にはゲディミナスの治めるリトアニア大公国との関係も悪化し、ドロギチン、ブレストをリトアニアに奪われた。
史料には、レフ、アンドレイ兄弟は同年同日に戦死したと記されているが、その戦いはジョチ・ウルスとの戦闘であるとする説、あるいはポドリャシエ(ru)をめぐるリトアニアとの戦闘におけるものであるとする説がある。また、『リトアニア・ジェマイティヤ年代記(ru)』によれば、レフはリトアニア軍と共にイルピン川の戦いに参加し、この戦いで戦死したと記されている。
妻はノヴゴロド公ロマン・グレボヴィチの娘オリガ。ポーランドの年代記によれば、レフにはウラジーミルという名の息子があり、リューリク朝最後のルーシ王であったと言及されている。